# سیارک ۶۷۳۵
سیارک ۶۷۳۵ (به انگلیسی: 6735 Madhatter، نامگذاری:1992WM3) شش هزار و هفتصد و سی و پنجمین سیارک کشف شده‌است که در ۲۳ نوامبر ۱۹۹۲ کشف شد.
قدر مطلق سیارک برابر ۱۳٫۷۰ است.